# Ramban Wetan
Ramban Wetan is een bestuurslaag in het regentschap Bondowoso van de provincie Oost-Java, Indonesië. Ramban Wetan telt 4481 inwoners (volkstelling 2010).